# Francesco Maria Richini
Francesco Maria Richini (o Ricchino, Ricchini o anche Righini) (Milano, 9 febbraio 1584 – Milano, 24 aprile 1658) è stato un architetto italiano.

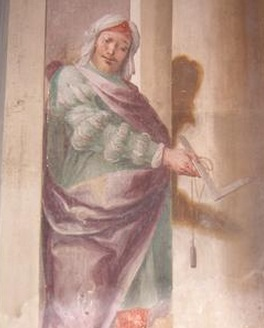
Ritratto di Francesco Maria Richini affrescato a Villa Frisiani Mereghetti a Corbetta da Giovanni Stefano Danedi detto "il Montalto".

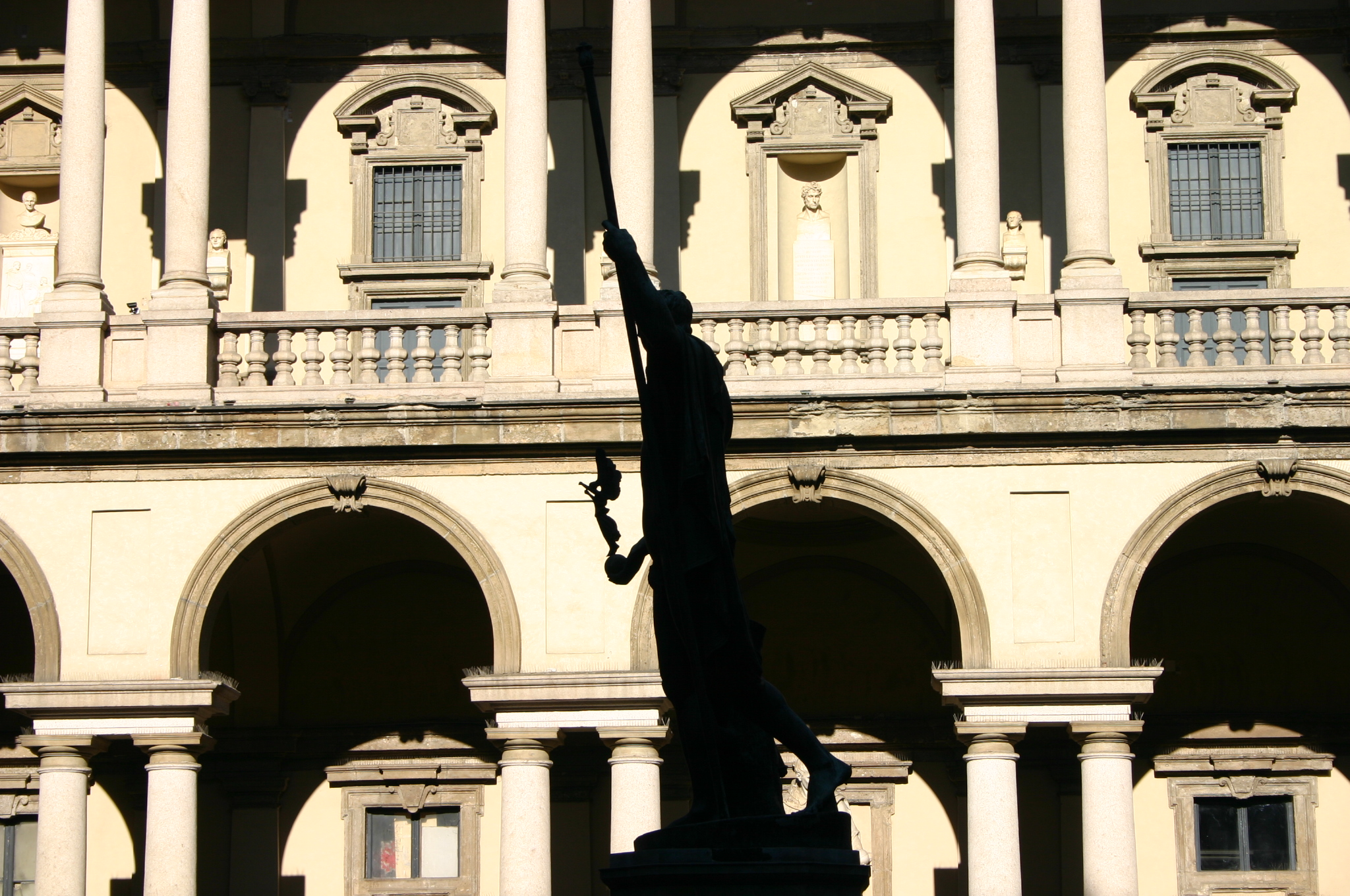
Il cortile di Brera

Capomastro del Duomo di Milano dall'anno 1605 e autore di numerose chiese e edifici in tutta la provincia di Milano, fu il più notevole esponente di una dinastia di ingegneri e architetti milanesi, iniziata dal padre Bernardo (1549 circa - 1639) e conclusasi alla fine del Settecento con un tardo pronipote.

## Biografia
(Rudolf Wittkower)
Il Richini compì la sua educazione artistica a Roma, portando a Milano il gusto e la cultura barocca romana, fastosa, esuberante e scenografica, temperata dall'influenza palladiana e dal classicismo milanese del tardo Cinquecento. Con la chiesa di San Giuseppe, sua prima opera affidatagli, determinò il superamento del manierismo accademico in voga in Lombardia fino ad allora e combinò due moduli a pianta centrale greca a formare una pianta longitudinale, creando un modello tra i più ripresi nei successivi secoli.
Autore di una produzione architettonica vastissima, per la maggior parte andata perduta, tra le sue opere in campo civile ci sono il cortile e la facciata della Ca' Granda, il palazzo di Brera e il suo cortile con archi su doppie colonne, e il Collegio Elvetico, tra i primi edifici barocchi a presentare una facciata concava. Fu tra i maggiori architetti del primo barocco italiano e sicuramente il più influente e celebre del Seicento lombardo e per trovare un'altra figura di tale spessore sulla scena lombarda, si dovrà attendere l'arrivo del Piermarini.

## Opere
- Diversi progetti per la facciata del Duomo di Milano

### Produzione civile

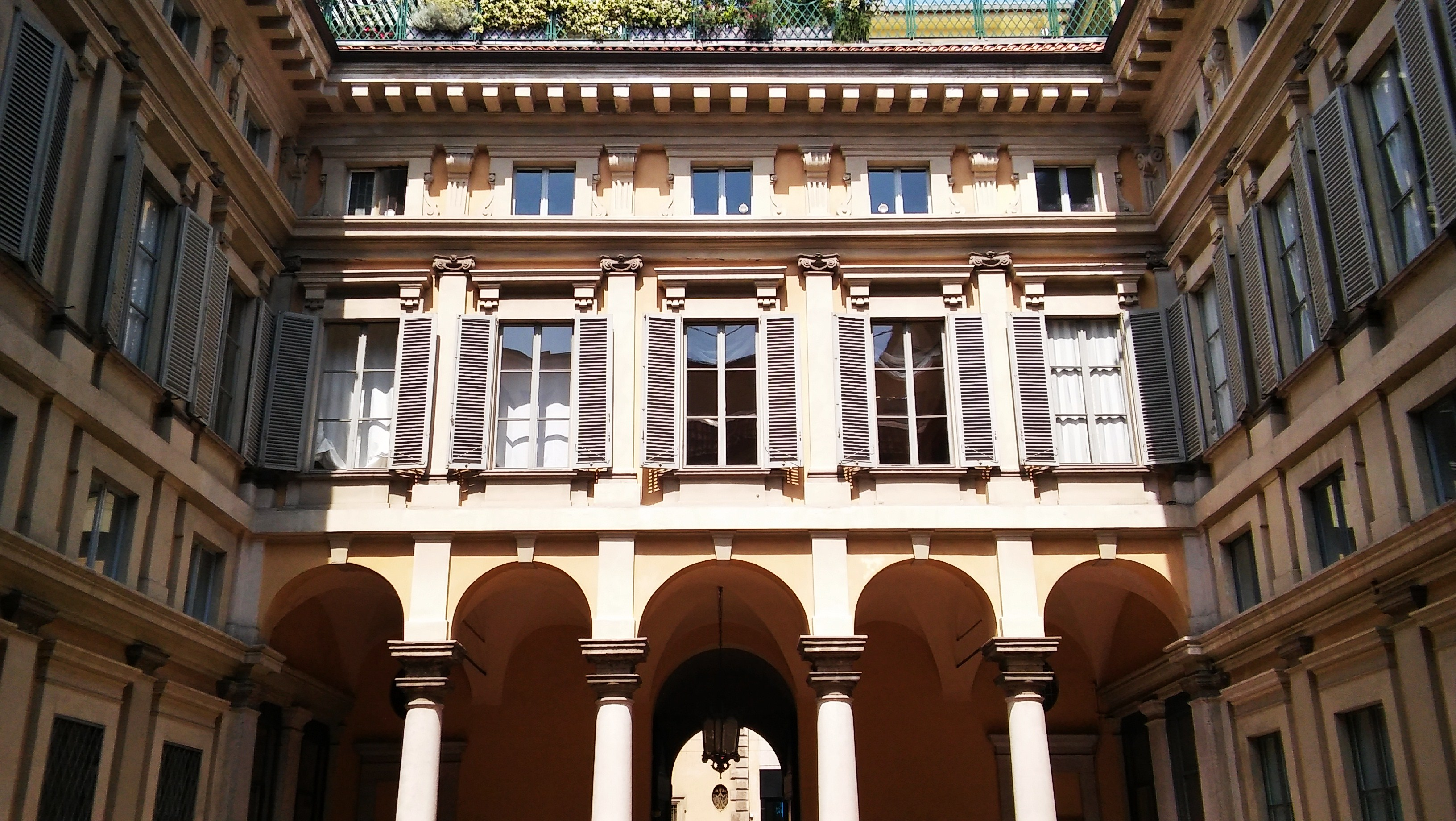
Cortile di palazzo Annoni

- Milano, Palazzo di Brera, ex Collegio dei Gesuiti, oggi sede della Pinacoteca di Brera
- Milano, facciata e cortile alla Cà Granda
- Milano, Collegio Elvetico
- Milano, Palazzo Annoni
- Milano, Palazzo Archinto
- Milano, Palazzo Durini
- Milano, Palazzo Litta (quasi completamente rifatto nel '700, ancora visibile il cortile)
- Milano, Palazzo Sormani
- Cinisello, Villa Ghirlanda Silva
- Corbetta, Villa Frisiani Mereghetti
- Lago Maggiore, Isola Bella, progetti per il palazzo Borromeo (pare sia realizzato su suo disegno il salone, planimetricamente impostato su una pianta centrale quadrilobata)
- Pavia, Almo Collegio Borromeo
- Vittuone, Villa Resta Mari

### Produzione religiosa

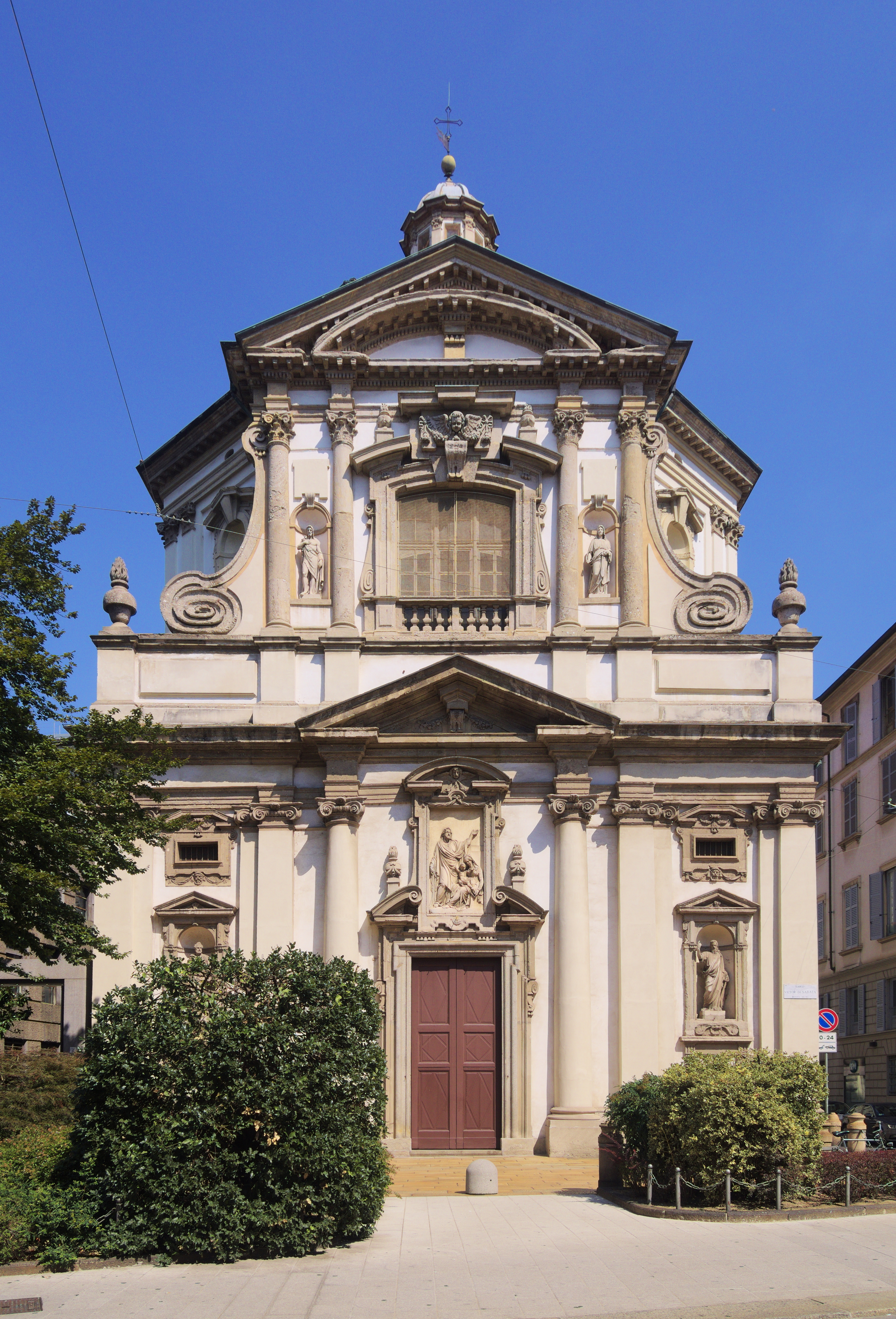
Facciata della chiesa di San Giuseppe

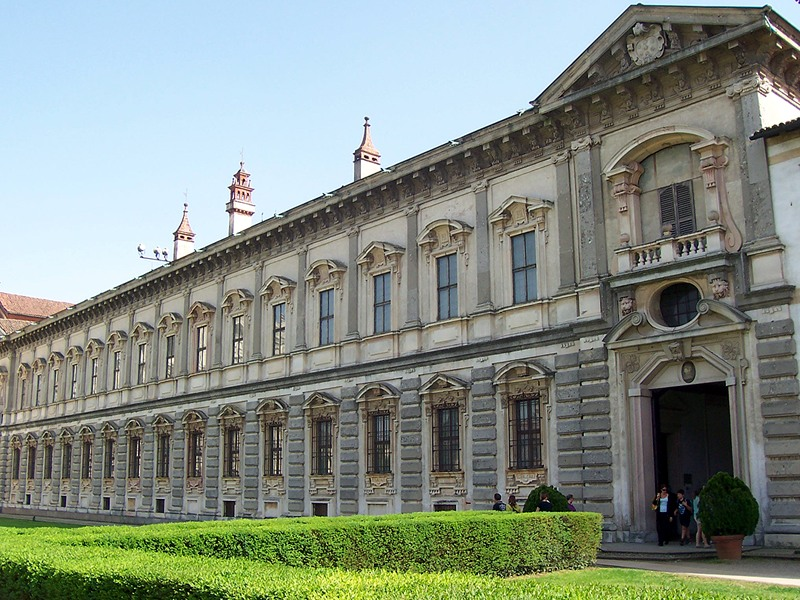
Palazzo ducale (1625), Certosa di Pavia.

- Milano, Chiesa di Sant'Alessandro in Zebedia (facciata)
- Milano, Chiesa di San Bartolomeo vecchia
- Milano, Chiesa dei Santi Cosma e Damiano alla Scala (rifacimenti, demolita)
- Milano, Chiesa di San Fedele, interventi finali
- Milano, Oratorio di San Giacomo delle Vergini Spagnole (demolito)
- Milano, Chiesa di San Giorgio al Palazzo
- Milano, chiesa di San Giovanni alle Quattro Facce (demolita)
- Milano, Chiesa di San Giovanni Decollato alle Case Rotte (demolita)
- Milano, Chiesa di San Giuseppe
- Milano, Chiesa di Santa Maria alla Porta
- Milano, Chiesa di Santa Maria in Brera (ristrutturazione; 1572)
- Milano, Chiesa di Santa Maria Segreta, (demolita)
- Milano, Chiesa di Santa Maria di Loreto o di Santa Marta[5]
- Milano, Chiesa di San Pietro in Cornaredo (demolita)
- Milano, Oratorio di Santa Pelagia (demolita)
- Milano, Chiesa di San Vittore al Teatro (demolita)
- Milano, Colonna del Verziere
- Abbiategrasso, chiesa di San Bernardino
- Albairate, Chiesa di San Bernardo al camposanto
- Arona, Sacro Monte di San Carlo, Chiesa di San Carlo
- Busto Arsizio, Chiesa di San Michele Arcangelo
- Busto Arsizio, Basilica di San Giovanni Battista
- Busto Garolfo, facciata della Chiesa del Salvatore e Santa Margherita d'Antiochia di Pisidia (distrutta)
- Certosa di Pavia, foresteria o palazzo ducale
- Corbetta, Chiesa di Sant'Ambrogio
- Corbetta, Soriano, Chiesa di San Bernardo (attribuita)
- Crema, Chiesa di San Benedetto abate[6]
- Crema, Chiesa di Sant'Agostino (demolita)[7]
- Cuggiono, Chiesa di San Giorgio Martire
- Gaggiano, Chiesa di Sant'Invenzio
- Legnano, basilica di San Magno
- Legnano, chiesa della Natività di Maria
- Miasino, Chiesa di San Rocco
- Pavia, Chiesa dei Santi Giacomo e Filippo
- Somma Lombardo, Chiesa di Sant'Agnese